# マンガで分かる心療内科
『マンガで分かる心療内科』（マンガでわかるしんりょうないか）は、原作：ゆうきゆう、作画：ソウによる日本の漫画。Webコミックとしては、ゆうきゆう自身が代表を務める心療内科ゆうメンタルクリニックのサイトにて2008年から不定期連載が行われており、雑誌連載作品としては『ヤングキング』（少年画報社）にて2010年第2号より連載中である。また、本編と並行して『マンガで分かる心療内科 番外編 〜アンガー・マネジメント〜』が、『月刊ヤングキングアワーズGH』（同社）にて、2021年7月号から2022年4月号まで連載された。単行本は少年画報社（ヤングキングコミックス）からA5判で刊行されている。
『アニメで分かる心療内科』のタイトルでアニメ化され、2015年2月よりWEBアニメとして配信されている。

## 概要
心療内科にて扱ううつ病、認知症、適応障害などの症例について、登場人物のやり取りを通して解説を行うギャグ漫画である。作品特性上、回毎の物語としての繋がりは薄く、ほぼ毎回1話完結にて描かれるのが当初の形式であったが、説明量が大きくなった場合、前後編など複数回にまたがるケースもあった。「アドラー心理学編」以降、単行本1冊分におよぶ連続形式もたびたび採られている。
作品はほぼ毎回、登場人物の簡単な自己紹介に始まり、導入のやり取りを通してテーマについて言及した後、解説を行う。登場人物は安心した表情で解説に納得するものの、直後に発生する身も蓋も無い発言やトラブルで台無しになり、空しく遠くを見つめるようなカットと共に「 - な方はメンタルへ!」というコメントで締められる、という流れである。テーマによっては冒頭の自己紹介は行われないこともあるが、締めのカットについてはほぼ全回で共通しており、一種の「お約束」となっている。
ギャグ漫画形式で解りやすく、かつ肩の力を抜いた形で紹介することを前提にするため、症例の解説については作中では若干説明を省略する場合があり、解説文にて症例についての補足が行われるケースも多い。
Webコミック版と雑誌連載版で同じテーマを扱っている回もあるが、この場合は掲載媒体に応じて内容の修正が行われているものもある。

## 登場人物
症例紹介用のモブキャラクターも多数登場するが、本項では複数回登場したキャラクターを紹介する。基本的に年齢は全員不詳である。
なお担当声優は、単行本7巻の初回特典であるドラマCD版 / WEBアニメ版のもの。
官越 あすな（かんごし あすな）
声 - 茅野愛衣 / 遠藤ゆりか
ゆうメンタルクリニックに勤務するナース（看護師）。看護学校時代に卒業後の進路を心療内科かABK48で迷っていたが、占い師「秋葉原の兄」に「とりあえずABK48に入るのは遅すぎる」と言われたことがきっかけで心療内科へ進む。
明るく快活な性格で、作品の狂言回しでありボケ役でもある。頭の右側で髪を束ねてサイドテールにしている。発想がオヤジ臭く下ネタ好きで、療による解説や発言について突飛な方向へ誤解し、それに対して療がツッコミを行う、というのが本作の基本的な流れとなっている。もっとも、それでも他の家族に比べれば常識人の部類であり、家族がボケたときや療が暴走した際にはツッコミ役に回ることも多い。本人いわく、ヒロイン扱いされていない。金銭欲が強いゆえに貯金額が3000円である。
心内 療（しんない りょう）
声 - 羽多野渉 / 三木眞一郎
ゆうメンタルクリニックに勤務する心理士。症例を分かりやすく解説する。基本的にツッコミ役であるが、テーマによっては逆に彼がボケ役に回ることもある。また、あくまで定義を前提に解説を展開させるため、時折常識を欠いた言動も見られる他、解説のために危険なパロディネタをたびたび使用する。暴走する時のネタの傾向から、割とスケベ。時折ひめるに気があるかのような素振りを見せている。真面目で面倒見のいい性格で、あすなを始めとした人々に悩みを相談されることが多く、勝手に彼を友達だと思っている登場人物も存在する。
眼鏡を着用しているが、近視ではなく遠視用とのことである（アフリカで育ち、視力は5.0）。眼鏡を外すと、いわゆる「3」の字形の目（野比のび太風）になる。幼少時に過敏性腸症候群を患っており、その治療のために心理士を志した。家族全員心理士で、会話から互いの心を読み合おうとするため、食事中は無言である。好きな飲み物はカルアミルクのミルク部分で、将来の夢はお婿さん。
1コマ目にあすなと自己紹介から入るのがお約束だが、官越一家も1コマ目に登場して一緒に紹介するようになってきたため、吹き出しに潰されたりコマの外に追いやられたりなど、満足に自己紹介できていないという流れが定番となっている。
またひめるの事を異性として意識している描写が存在する。
官越 いやし（かんごし いやし）
声 - 荒川美穂 / 日笠陽子
あすなの姉で、三姉妹の長女。色の心理テストの回にて初登場。
職業は看護師とのことであり、作中ではゆうメンタルクリニックに勤務しているような描写が散見されるが、正式な勤務者ではないとのこと。
登場当初はセクシャルな方向のボケが多く、療の変態的暴走にも全く動じなかったが、次第に年齢を気にした婚期ネタでいじられることが多くなる。療よりも年上（彼女が中高生のころに療は小学生であった描写がある）だが「10代」・「30代まであと40年」などとサバ読み方は豪快。時折ボーイズラブな妄想をしたり、BL本を大人買いしている描写をされたりするなど、腐女子の気もある模様。また歴女でもあるらしく、その雰囲気とは裏腹に父親同様かなりオタク趣味に埋没しているようである。上述のように初期はセクシャルなボケが多かったが、実際の所はかなり奥手らしい。恋愛において、少しでもいいものを求めようとするあまりに手に入れること自体を失敗するタイプと描写されている。恋愛の失敗を繰り返しているせいで、窃視症の人とのお見合いに応じるなど、最近はかなり妥協が入ってきているばかりか、たとえ話や神話の登場人物すら結婚相手候補として認識するほど。
最近のお見合いで返答に困って変な回答をしてしまって相手にフラれる。その流れがY医師に似ている。
官越 ひめる（かんごし ひめる）
声 - 小見川千明 / 内田真礼
あすなの姉で、いやしの妹。社会不安障害についての解説の回にて初登場。
名前の通り引っ込み思案な性格で、不安が強くなると雌豚の着ぐるみを着ることがある（ちなみにこの着ぐるみはストレスの度合いで色が違う）。麻雀を始めとしたギャンブルを趣味としている描写が多かったり、好きな音楽がデスメタルだったりと、気弱な外見や性格に反して嗜好が退廃的である。看護師だが、さとりへのプレゼント（雛人形など）を購入するといった目的のため、喫茶店などでアルバイトをしていることがある。姉妹の中で自分の年齢を一番素直に受け入れている。酒に酔うとコスプレをする癖を持っている。
略す必要が無い上に、卑猥な方面に勘違いされがちな紛らわしい略語が口癖である（「Hして（はじめまして）」など）。将来の夢はお花屋さんと闇の世界を牛耳ることであったが、今は世界をH（悲劇）で満たすことである。姉のいやしとの対比で男性（の読者）に人気がある描写が存在する。
官越 さとり（かんごし さとり）
アスペルガー症候群の回で登場したあすなの妹。初登場時には生まれたばかりだったが、赤子にもかかわらず精神年齢も知能も非常に高く、流暢にしゃべり、そして計算高い。「-でちゅ」「-まちゅ」という赤子のイメージ通りの語尾で話すが、それも「子供らしい語尾を使用することで手厚い庇護を受けるため」という打算によるもの。あまりに早熟な性格に、最も心配されたくない人（父親の大介）にも心配された。その後、飛び級して幼稚園に通っている。既に学問は一通り終えてしまったらしく、療の代わりに症例を解説して人を諭すことと発明が得意。療や家族以外の人々には崇拝されている。そのため、自分と対等に話せる相手を欲しているようである。
療の顔を模したお面であやされるのが好きで、特にスケベ顔を好む。父親から護身用に火炎放射器を与えられている。
官越 のどか（かんごし のどか）
ADHD編で登場した、あすな達の妹でさとりの姉。ボヤーっとした性格をしており、締まりの無い口調が特徴。いやし曰く放浪癖があり、初登場時点で他の姉妹と会うのも数年振りらしい。
官越 こがね（かんごし こがね）
投影の回で登場したあすな達の従姉妹。日本一の小金持ちらしい。お金を使うのが非常に下手である。
あすなのことを目の敵にしているが、本当は自由に生きているあすながうらやましいらしい。尊大な性格でありながら、メンタルが打たれ弱いが、回復も早い。また、世間知らずで肩車を車だと思って疑わない。貧乳であり、それを気にしている。療の名前が覚えられないようである。好きな言葉は「パンが無ければフォワグラ丼を食べればいいのに」。
基本的にあすなに手玉に取られ、いいようにいじられているが、あすなの金銭欲を利用して勝利することもある。
官越 大介（かんごし だいすけ）
あすなたちの父。看護師大好き。ハードボイルドな冒険家を自称しているが、実態はニート。結婚してから家庭に一円も入れたことがないらしく、稀にアルバイトをしても趣味に使ってしまう。
タバコ依存についての解説の回にて初登場し、療のアドバイスで禁煙に成功したが、心理的依存の矛先が美少女萌えへ移った。それ以来ろくに家事もせずオタク系の趣味に傾倒して家庭の金を散財しており、妻に負担をかけている。言動も行動も小学生以下であり、自分を省みる能力が根本的に欠けているため、そんな自分に一切の後ろめたさを感じていない。稀に的を射た発言をするが、大抵が自分を棚に上げた言動であるため、他者（主に療）に不快感を与えている。娘達から攻撃されても小学生でも言わないような屁理屈で返し、無視する。その救いようのなさから、「長所の全く無い父親」として娘たちに諦められており、いやしに白眼視され、あすなに至っては「どうしても許せない人」と思われて出来れば絶縁したいらしい、妻からは「永遠の子供」と諦観されている。こがねの家のトイレに宿泊しているのを見たひめるから｢お似合いの場所にいる｣と言われている。おまけに誰かに騙されてネズミ講など犯罪に手を出している描写も存在する。これらのことから官越一家一の問題人物であり、本作一のボケ役である。
官越 ちよ（かんごし ちよ）
あすなたちの母で、他院の看護師長。過食についての解説の回にて初登場。
食べることが大好きで、初登場時は恰幅の良い体型で年相応の顔立ちだったが、人間離れしたダイエットに成功して別人のように容姿が変わった。
豚やスイカを丸ごと飲み込んで一瞬で消化する、痩せすぎてちぢれ毛のような姿になる、体重が数十グラムしか無い、小人化・巨人化する、自分の筋肉を自在にコントロール可能など、人間離れした肉体の持ち主で、療からも人間かどうかも疑われている。
単行本5巻にてさとりを出産しており、夫婦仲自体はそれほど悪くない模様である。娘たちと違って、夫を真人間にするのを諦めていない。
看護師として有能であり、優しさと厳しさをうまく使い分け、医者や患者に好かれているらしい。好物はマヨネーズ。
官越 好蔵（かんごし すきぞう）
声 - 出演なし / 緒方賢一
あすなたちの祖父。認知症についての解説の回にて初登場。本人曰く年齢は「あすなの50歳上」。
認知症の回にて初登場したため、認知症についてのテストを受けている。ただし、本人が真面目に回答していた気配のない項が複数あるため、実際に認知症かどうかは不明。極度のマゾヒストかつ性欲も旺盛で、セクハラ発言やドMネタが多い。最近では女性用の水着などを着用していることもある。作者たち曰く「人気がある」らしい。ちよと大介、どちらの父親なのかは不明である。
夢は、自分専用の老人保健施設「好蔵の園」を作り、看護師108人（除夜の鐘=性交の暗喩）に囲まれて老後を過ごすこと。本人はまだ今の自分を「老後」と思っていない。そのために造花作りとデイトレに励んでいる。貯金額は3050円。
ポチ
官越家のペット。大人2人を丸呑み出来るほどの大蛇。大介が夜店で買ってきた。療をよく丸呑みにしようとする。種類は不明であり、飼い主のあすなは「ダックスフント」と言って誤魔化している。
官越 成男（かんごし なるお）
こがねの兄で、あすなたちの従兄弟。中世ヨーロッパの貴族のような髪型と服装をしている。根拠のない自信を持ったナルシスト。バイオリンなどの楽器演奏が趣味だが、米軍に「音楽兵器」としてスカウトされるほど下手である。自己愛性パーソナリティ障害についての解説の回にて初登場。
大介同様にニートであり、父親に勘当される。仕事をする気はあるものの、頭が悪いために失敗が多いが、大介よりは発想がまとも。
有沢 権（ありさわ ごん）
こがねの執事である中年男性。自家用車とボディガードも兼ねている。こがねのわがままを全力で叶えるのが仕事。こがねが世間知らずなのをいいことに出鱈目を教えたり、サイズを偽って衣服を渡して彼女が体型を気にする姿を楽しんだりもしている。こがねには「アリサ ワゴン」と、女性と間違えそうな呼ばれ方をされている。初登場回はこがねと同じ。「お嬢様と格好いい執事」というテレビドラマがあるたびに、こがねに溜息をつかれている。身長が低いのを気にしている。こがねに対して異性としての好意を抱いている。
年齢52歳と表記され、唯一年齢が判明している人物でもある。好きな言葉は「タナボタ（棚からぼた餅）」。
官越 ゆとり（かんごし ゆとり）
60年後の未来からやってきたさとりの孫。
うつ病の解説の会にて初登場し、人類の99%が鬱になってしまった未来から療達の元へ助けを求めてやってきた。
生まれた時から落ち着きがなかったため、『ゆとりを持ってほしい』という意味でさとりに名付けられた。
ちなみに母の名前は『ねとり』で色々な男を寝取って問題になったらしい。
露出 生（つゆいで しょう）
声 - 黒田崇矢
露出魔である男性。口の周りに髭を生やした精悍な顔立ちで、引き締まった体躯が特徴。丁寧な口調で喋る。露出症についての解説回で初登場。雑誌連載版での初登場はいやしと一緒にいたあすなに対して露出行為をし、Webコミック版では窃視症の人と一緒に登場した。
犯罪者だが、仕事はちゃんとしている。作中で（露出）バーを（コート一丁で）経営している回もあったが、ひめるに通報されて閉店した。その後は警備員やボディガードをしているようである。過去に露出症を活かしてヌードモデルをしていたが、真剣な画家たちに引き、すぐに辞めたようである。
窃視症の人や下木とは同じアパートに住んでいる。彼らと須藤の4人で飲んでいることもある。
本名は長らく不明であり20巻で判明したが、25巻に登場したパスポートには”翔”と書かれており、どちらが正しいのかは不明。
除木 見（のぞき けん）
声 - 勝杏里
覗き魔である男性。七三分けの髪型で眼鏡をかけた小太りの男性。初登場回は窃視症の解説回。いやしの108回目の見合い相手で、その時に「除木」という苗字が出た。何故か、療のことを友達だと思っている。女子中学生好き。秋葉原でひめるのスカートを掴んで無理矢理にモデルにし、様々なコスプレをさせて写真を撮ったことがある。
下木 笛一（したぎ ふえいち）
声 - 梯篤司
下着フェチである男性。下着泥棒を行っている犯罪者でもある。女性自身には興味がない。眼鏡をかけた痩身の男性。フェティシズムの解説回で初登場。雑誌連載版での初登場は間違い探しの下の絵で、上の絵のいやしの存在する部分にいた。Webコミック版ではあすなの下着を盗んでいるところをあすなに見つかる。学生のころから下着泥棒を行っているため、少年院で学校を卒業した。窃視症の人同様に、療を友達だと思っている。療の携帯電話の番号を知っている。大介と違って仕事をする気は持っているようであり、（下着）パブを経営していたこともあるが、逮捕されて閉店した（店内で通報されたためではなく、下着を纏ったまま自ら外に出たため）。
須藤 一樹（すとう かずき）
声 - 須藤沙織（美容整形状態）、中村精道（老人声時）
ストーキングが好きな老人。美少年の姿をしているがそれは美容整形であり、実際は好蔵の幼馴染。ストーカーの解説回で初登場。当初はいやしのストーカーだったが、彼女に通報され、逮捕された。彼女に対して興味が無くなったようであったが、その後ストーカー行為を再開している。一時は若い女性との交際にまで発展したこともあるが、相手もまた美容整形で見た目が若返っただけの老婆だった。妻に先立たれ、家庭を持っている子供が数人存在するようである。時々、療やあすなに悩み事を相談をしにやって来る。
上波見 酔子（うわばみ ようこ）
依存症学園編で初登場。
重度のアルコール依存症であり、瓶で酒を飲みながら登校するほど。
ちなみに彼女らが通う聖アディクション学園は専門学校のようなものを想定しており、皆20歳は超えているようである。
多箱 笑（たばこ にこ）
依存症学園編で初登場。
重度のニコチン依存症であり、髪の毛はタバコの灰で灰色に、肌はタールによって黒く染まっている。
あだ名は「ニコちん」。
Y医師（ワイいし）
ゆうメンタルクリニックに勤務する医師。
作中には直接は登場しないが、過去の行動を（主にあすなによって）暴露されるという形で何度か名前が登場する。
また単行本では、各回の漫画の合間に「Y医師のよく分かる解説」で補足文を入れている。
容姿は『おとなの1ページ心理学』のユウに酷似している。
アルフレッド・アドラー
オーストリア出身の精神医学者。アドラー心理学編でレギュラーで登場。名前を聞いてあすなが『トラ』っぽい語感から強そうなイメージをしたため、カッコよく描かれる。若い女性読者ウケのためという目的で、以後それが定着する。
第4回でさとりの発明によって実体化し、第5回でアイドルグループとしてデビューする。

## 登場した症例
精神疾患
- うつ病 - 連載第1 - 第3回他、Webコミック第2回他
- 季節性感情障害 - 連載第20回、Webコミック第23回
- 非定型うつ病 - 連載第31回、Webコミック第30回
- 双極性障害 - 連載第49回、Webコミック第42回
- 適応障害 - 連載第15回、Webコミック第1回
- パニック障害 - 連載第17回、Webコミック第21回
- 強迫性障害 - 連載第26回、Webコミック第26回
- 社会不安障害 - 連載第33回、Webコミック第33回
- PTSD - 連載第100回、Webコミック第71回
- 摂食障害 - 連載第27回、Webコミック第31回他
- 統合失調症 - Webコミック第12回
- 境界性パーソナリティ障害 - 連載第57回、Webコミック第48回
- 自己愛性パーソナリティ障害 - 連載第77回、Webコミック第61回
- アスペルガー障害 -  連載第48回、Webコミック第45回
- 注意欠陥・多動性症（ADHD） - 連載第122回 - 第132回、Webコミック「ADHD編」第1回 - 第7回
- ニコチン依存症 - 連載第28回、Webコミック第29回
- ギャンブル依存症 -連載第44回、 Webコミック第44回
- インターネット依存症 - 連載第76回、Webコミック第59回
- アルコール依存症 - 連載第108回、Webコミック第82回

睡眠関係
- 睡眠障害 - 連載第22 - 23回、Webコミック第27 - 28回
- 不眠症 - Webコミック第4回
- 睡眠時無呼吸症候群 - Webコミック第35回

その他の各種症状
- 妄想 - 連載第31回、Webコミック第7回・（第17回）
- 幻聴 - 連載第8回、Webコミック第18回
- 投影 - 連載第46回
- 認知症 - 連載第12回、Webコミック第10回
- 過敏性腸症候群 - 連載第54回、Webコミック第52回
- 片頭痛/緊張型頭痛 - 連載第115回

性関係
- 勃起不全（ED） - 連載第5回・第25回、Webコミック第3回・第16回
- 女性化願望 - 連載第7回、Webコミック第13回
- エディプスコンプレックス - 連載第19回
- 性嗜好異常 - 連載第30回
- 小児性愛 - 連載第4回、Webコミック第15回
- 露出症 - 連載第18回、Webコミック第6回
- 窃視症 - 連載第21回、Webコミック第24 - 25回
- フェティシズム - 連載第29回、Webコミック第11回・第34回
- 性依存症 - 連載第47回、Webコミック第39回

症例以外
- アドラー心理学 - 連載第109 - 117回、Webコミック「アドラー心理学編」第1回 - 最終回

## 書誌情報
- ゆうきゆう（原作）・ソウ（作画） 『マンガで分かる心療内科』少年画報社〈ヤングキングコミックス〉、既刊31巻（通巻）+7巻[注 1]（番外[注 2]）（2025年3月24日現在）
  - 1. （2010年5月26日初版発行、同年5月12日発売[7]） ISBN 978-4-7859-3380-7
  - 2. （2010年12月6日初版発行、同年11月22日発売[8]） ISBN 978-4-7859-3509-2
  - 3. （2011年5月23日初版発行、同年5月9日発売[9]） ISBN 978-4-7859-3617-4
  - 4. （2011年10月12日初版発行、同年9月28日発売[10]） ISBN 978-4-7859-3707-2
  - 5. （2012年1月9日初版発行、同年12月26日発売[11]） ISBN 978-4-7859-3760-7
  - 6. （2012年7月9日初版発行、同年6月25日発売[12]） ISBN 978-4-7859-3870-3
  - 7. （2012年11月15日初版発行、同年10月22日発売[13]） ISBN 978-4-7859-3946-5
  - 8. （2013年4月8日初版発行、同年3月25日発売[14]） ISBN 978-4-7859-5011-8
  - 9. （2013年11月25日初版発行、同年11月11日発売[15]） ISBN 978-4-7859-5155-9
  - 10. （2014年3月10日初版発行、同年2月24日発売[16]） ISBN 978-4-7859-5228-0
  - 11. （2014年6月23日初版発行、同年6月9日発売[17]） ISBN 978-4-7859-5310-2
  - アドラー心理学編 （2014年12月9日初版発行、同年11月25日発売[18]） ISBN 978-4-7859-5424-6
  - 12. （2015年3月9日初版発行、同年2月23日発売[19]） ISBN 978-4-7859-5482-6
  - 13. （2015年6月8日初版発行、同年5月25日発売[20]） ISBN 978-4-7859-5551-9
  - 14. （2016年1月11日初版発行、2015年12月28日発売[21]） ISBN 978-4-7859-5692-9
  - 依存症編〈酒・タバコ・薬物〉 （2016年7月25日初版発行、同年7月11日発売[22]） ISBN 978-4-7859-5832-9
  - 15. （2016年10月10日初版発行、同年9月26日発売[23]） ISBN 978-4-7859-5865-7
  - 依存症編〈ネット・スマホ・ゲーム・ギャンブル・ポルノ〉 （2016年12月12日初版発行、同年11月28日発売[24]） ISBN 978-4-7859-5906-7
  - アランの幸福論編 （2017年5月8日初版発行、同年4月24日発売[25]） ISBN 978-4-7859-5997-5
  - うつを癒す話の聞き方編 （2017年9月13日初版発行、同年8月30日発売[26]） ISBN 978-4-7859-6072-8
  - ストレスコントロール編 （2018年3月初版発行、同年3月30日発売[27]） ISBN 978-4-7859-6184-8
  - 16. うつを軽いうちに改善する方法 （2018年7月9日初版発行、同年6月25日発売[28]） ISBN 978-4-7859-6228-9
  - 17. ネガティブ思考とポジティブ思考編 （2019年4月22日初版発行、同年4月8日発売[29]） ISBN 978-4-7859-6416-0
  - 18. マインドフルネス編 （2019年12月13日初版発行、同年11月29日発売[30]） ISBN 978-4-7859-6568-6
  - 19. ゲーミフィケーション編 （2020年6月12日初版発行、同年5月29日発売[31]） ISBN 978-4-7859-6683-6
  - 20.  （2020年9月28日初版発行、同年9月14日発売[32]） ISBN 978-4-7859-6747-5
  - 21.  （2021年4月26日初版発行、同年4月12日発売[33]） ISBN 978-4-7859-6892-2
  - 22.  （2021年10月11日初版発行、同年9月27日発売[34]） ISBN 978-4-7859-6997-4
  - 23. 依存症学園編 （2022年2月7日初版発行、同年1月24日発売[35]） ISBN 978-4-7859-7068-0
  - アンガー・マネジメント編[注 3]（2022年3月28日発売[36]） ISBN 978-4-7859-7103-8
  - 24.  （2022年5月23日初版発行、同年5月9日発売[37]） ISBN 978-4-7859-7132-8
  - 25. ニーチェ編 （2022年9月26日初版発行、同年9月12日発売[38]） ISBN 978-4-7859-7228-8
  - 26.  （2023年3月13日初版発行、同年2月27日発売[39]） ISBN 978-4-7859-7328-5
  - 27. 薬物依存症編 （2023年6月5日初版発行、同年5月22日発売[40]） ISBN 978-4-7859-7397-1
  - 28. 認知症編 （2023年11月6日初版発行、同年10月23日発売[41]） ISBN 978-4-7859-7510-4
  - 29. ●●でうつになった話 （2024年5月27日初版発行、同年5月13日発売[42]） ISBN 978-4-7859-7658-3
  - 30. ADHD改善編 （2024年10月21日初版発行、同年10月7日発売[43]） ISBN 978-4-7859-7778-8
  - 31. 戦国健康ダイエット編 （2025年4月7日初版発行、同年3月24日発売[44]） ISBN 978-4-7859-7893-8

## ウェブアニメ
2015年2月から6月にかけて『アニメで分かる心療内科』のタイトルで全20話が配信された。1話約6分の短編アニメである。

### スタッフ
- 原作 - ゆうきゆう、ソウ（作画）
- 監督・シリーズ構成 - 小倉宏文
- キャラクターデザイン - 石野美樹
- 総作画監督 - 岩永大蔵
- 色彩設計 - EBINA kayoko
- 美術監督 - 氣賀澤佐知子
- 撮影監督 - 古川貴之
- 編集 - 岡安プロモーション、村井秀明
- 音響監督 - 大熊昭
- 音楽 - 若林タカツグ
- プロデューサー - 新城基路
- 制作 - For All

### 主題歌
「からっぽカプセル」
内田真礼によるエンディングテーマ。作詞・作曲は渡辺翔、編曲は黒須克彦。

### 各話リスト
| 話数   | サブタイトル                               | 本日のお題                                                                    | 脚本     | 絵コンテ     | 演出         | 作画監督   | 配信日         |
| ------ | ------------------------------------------ | ----------------------------------------------------------------------------- | -------- | ------------ | ------------ | ---------- | -------------- |
| 第1回  | EDを改善する方法は？                       | ED（勃起障害）                                                                | 清水東   | 小倉宏文     | 小倉宏文     | 岩永大蔵   | 2015年 2月13日 |
| 第2回  | ロリコンはどこから病気なの？               | ペドフィリア（小児性愛）                                                      | 清水東   | 小倉宏文     | 小倉宏文     | 上田幸一郎 | 2月20日        |
| 第3回  | 認知症…あなたの知能は大丈夫？              | 認知症                                                                        | 田村安彦 | KINO Takeshi | KINO Takeshi | 大武正枝   | 2月27日        |
| 第4回  | 睡眠障害を改善するには？                   | 睡眠障害                                                                      | 田村安彦 | KINO Takeshi | KINO Takeshi | 岩永大蔵   | 3月6日         |
| 第5回  | 好きな色でメンタルの全てが分かる！         | 色彩心理学                                                                    | 清水東   | 小倉宏文     | 小倉宏文     | 岩永大蔵   | 3月13日        |
| 第6回  | パニック障害って何ですか？                 | パニック障害                                                                  | 清水東   | 小倉宏文     | 小倉宏文     | 岩永大蔵   | 3月20日        |
| 第7回  | 『うつ』ってどんな病気なの？               | うつ                                                                          | 田村安彦 | KINO Takeshi | KINO Takeshi | 大武正枝   | 3月27日        |
| 第8回  | EDの決定的な治療法は？                     | ED（勃起障害）                                                                | 田村安彦 | KINO Takeshi | KINO Takeshi | 佐藤元     | 4月3日         |
| 第9回  | フェティシズムの治療法は？                 | フェティシズム                                                                | 清水東   | 小倉宏文     | 小倉宏文     | 岩永大蔵   | 4月10日        |
| 第10回 | 露出症の治療法は？                         | 露出症                                                                        | 清水東   | KINO Takeshi | KINO Takeshi | 大武正枝   | 4月17日        |
| 第11回 | 『のぞき』はどこから病気なの？             | 窃視症                                                                        | 田村安彦 | 小倉宏文     | 小倉宏文     | 岩永大蔵   | 4月24日        |
| 第12回 | 社会不安障害ってなんですか？               | 社交不安障害                                                                  | 田村安彦 | KINO Takeshi | KINO Takeshi | 佐藤元     | 5月1日         |
| 第13回 | 睡眠時無呼吸症候群に気を付けて！           | 睡眠時無呼吸症候群                                                            | 清水東   | 小倉宏文     | 小倉宏文     | 岩永大蔵   | 5月8日         |
| 第14回 | 絶望は４段階で受け入れる！？               | 絶望克服プロセス                                                              | 清水東   | KINO Takeshi | KINO Takeshi | 大武正枝   | 5月15日        |
| 第15回 | 季節性感情障害ってなんですか？             | 季節性感情障害 （季節性うつ）                                                 | 田村安彦 | 小倉宏文     | 小倉宏文     | 岩永大蔵   | 5月22日        |
| 第16回 | ストーカーの心理とは？                     | ストーカー心理とストローク                                                    | 田村安彦 | KINO Takeshi | KINO Takeshi | 大武正枝   | 5月29日        |
| 第17回 | つらいことを積極的に考えろ！？             | 辛いことを思い出した時の心理テクニック （エモーショナル・ディスクロージャー） | 清水東   | 小倉宏文     | 小倉宏文     | 岩永大蔵   | 6月5日         |
| 第18回 | 心の病気になりやすい人の、無意識のパターン | 認知的斉合性理論                                                              | 清水東   | KINO Takeshi | KINO Takeshi | 佐藤元     | 6月12日        |
| 第19回 | 心がつらいのは何曜日？                     | 生理的覚醒による優勢反応の強化                                                | 田村安彦 | KINO Takeshi | KINO Takeshi | 岩永大蔵   | 6月19日        |
| 第20回 | メンタルクリニックってどういうところ？     | ごく一般的なメンタルクリニックでの初診の流れ                                  | 小倉宏文 | 小倉宏文     | 小倉宏文     | 岩永大蔵   | 6月26日        |

### 配信サイト
| 配信地域 | 配信サイト                                                            | 配信期間                | 配信日時       | 備考                            |
| -------- | --------------------------------------------------------------------- | ----------------------- | -------------- | ------------------------------- |
| 日本全域 | ニコニコチャンネル dアニメストア ビデオマーケット GYAO! Hulu ひかりTV | 2015年2月13日 - 6月26日 | 金曜 5:00 更新 | 最新話1週間無料 （Huluは2週間） |

### DVD
| 巻 | サブタイトル   | 発売日        | 収録話          | 規格品番   |
| -- | -------------- | ------------- | --------------- | ---------- |
| 1  | ムチムチ亀甲編 | 2015年4月15日 | 第1話 - 第10話  | PCBP-12249 |
| 2  | 熱々ろうそく編 | 2015年7月15日 | 第11話 - 第20話 | PCBP-12250 |